# Kanton Luzarches
Kanton Luzarches is een voormalig kanton van het Franse departement Val-d'Oise. Kanton Luzarches maakte deel uit van het arrondissement Sarcelles en telde 34.892 inwoners (1999). Het werd opgeheven bij decreet van 17 februari 2014 met uitwerking in maart 2015.

## Gemeenten
Het kanton Luzarches omvatte de volgende gemeenten:
- Bellefontaine
- Châtenay-en-France
- Chaumontel
- Épinay-Champlâtreux
- Fontenay-en-Parisis
- Fosses
- Jagny-sous-Bois
- Lassy
- Le Plessis-Luzarches
- Luzarches (hoofdplaats)
- Mareil-en-France
- Marly-la-Ville
- Puiseux-en-France
- Saint-Witz
- Survilliers
- Villiers-le-Sec